# Бічні шлуночки
Бічні шлуночки головного мозку (лат. ventriculi laterales) — симетричні щілиноподібні порожнини в глибині кожної півкулі мозку, заповнені спинномозковою рідиною. Лівий бічний шлуночок (ventriculus lateralis sinister) вважається першим, а правий — другим (ventriculus lateralis dexter). Розвиваються з пухиря кінцевого мозку.

## Анатомія
В кожному шлуночку розрізняють центральну частину і три роги (передній, бічний, задній).
Центральна частина (pars centralis) розташована в глибині тім'яної частки півкулі. Порожнина центральної частини має довжину близько 4 см і ширину близько 1,5 см . Має три стінки — верхню, нижню, присередню. Верхня стінка — стовбур мозолистого тіла, нижня утворена тілом хвостатого ядра, таламусом, над котрим лежить тонка прикріплена пластинка, кінцевою смугою.

## Див.також
- Шлуночки головного мозку